# Neomiuraea
Neomiuraea, monotipski rod crvenih algi u porodici Bangiaceae. Jedina je vrsta morska alga N. migitae u vodama Japana, koja je izdvojena 2018. g. iz roda Porphyra i uključe4na u vlastiti rod Neomiuraea

## Sinonimi
- Porphyra migitae N.Kikuchi, S.Arai, G.Yoshida & J.-A. Shin 2010